# Chiến đấu ban đêm
Chiến đấu ban đêm là hoạt động chiến đấu xảy ra vào ban đêm, trái ngược với việc chiến đấu vào ban ngày. Đồng thời là chiến thuật quân sự khá hiệu quả thường được sử dụng trong chiến tranh. Loại chiến đấu này lựa chọn thời điểm và khai thác lợi thế khi chiến đấu trong bóng tối của lực lượng tấn công. Chiến thuật này lợi dụng tính bất ngờ, và lợi dụng khả năng quan sát thấp của lực lượng phòng thủ lúc về đêm.